# トゥナイト・アット・ヌーン
『トゥナイト・アット・ヌーン』（Tonight at Noon）は、アメリカ合衆国のジャズ・ミュージシャン、チャールズ・ミンガスが1964年にアトランティック・レコードから発表したスタジオ・アルバム。

## 解説
アルバム『道化師』（1957年録音）および『オー・ヤー』（1961年録音）のためのセッションで残されたアウトテイクが収録され、ジミー・ネッパーとダニー・リッチモンドは、両方のセッションで共通してサイドマンを務めた。Thom Jurekはオールミュージックにおいて5点満点中4点を付け、収録曲「パッション・オブ・ア・ウーマン・ラヴド」に関して「エリントンの組曲を思わせる10分近くの大作」、アルバムの全体像に関して「寄せ集めのアルバムでありながら、多くのマジックがある」と評している。

## 収録曲
全曲ともチャールズ・ミンガス作。
1. トゥナイト・アット・ヌーン - "Tonight at Noon" - 6:00
2. インヴィジブル・レイディ - "Invisible Lady" - 4:50
3. オールド・ブルース・フォー・ウォルツ・トリン - ""Old" Blues for Walt's Torin" - 7:55
4. ペギーズ・ブルー・スカイライト - "Peggy's Blue Skylight" - 9:42
5. パッション・オブ・ア・ウーマン・ラヴド - "Passions of a Woman Loved" - 9:46

## 参加ミュージシャン
- チャールズ・ミンガス - ベース (on #1, #5)、ピアノ (on #2, #3, #4)、ボーカル (on #2, #3, #4)
- カーティス・ポーター（シャフィ・ハディ） - サクソフォーン (in #1, #5)
- ローランド・カーク - テナー・サクソフォーン、フルート、サイレン、マンツェロ、ストリッチ (on #2, #3, #4)
- ブッカー・アーヴィン - テナー・サクソフォーン (on #2, #3, #4)
- ジミー・ネッパー - トロンボーン
- ウェイド・レッジ - ピアノ (on #1, #5)
- ダグ・ワトキンス（英語版） - ベース (on #2, #3, #4)
- ダニー・リッチモンド - ドラムス